# 후지교도단
후지교도단(일본어: 富士教導団 후지쿄도단[*], 영어: JGSDF Fuji School(Combined Training)Brigade)는 후지 주둔지에 있는 육상자위대 후지학교에서 보통과, 기갑과, 특과 특기를 부여받은 육상자위대의 간부후보생을 위한 단급 교육훈련부대이다.

## 역사
1961년 8월 17일, 후지교도대가 창설되었다. 보통과교도연대, 특과교도대로 재편성된 제108특과대대, 전차교도대로 재편성된 102특차대대를 편성하였다.
1965년 8월 3일, 교도부대 지휘계통을 일원화하여 후지학교의 교육연구지원태세를 확립하기 위해 보통과교도연대, 전차교도대, 특과교도대, 정찰교도대, 제110시설대대를 편성하여 후지교도대를 후지교도단으로 재편성하였다. 
1973년 3월 25일, 교육대가 창설되었다.
2000년 3월 29일, 96식 대전차유도탄를 장비한 단 본부 예하 대주정대전차대가 창설되었다.
2002년 3월 27일, 제110시설대대가 중대 규모의 교육지원시설대로 축소되었다.
2019년 3월 26일, 후지 주둔지의 정찰교도대가 고마카도 주둔지로 옮겨가 전차교도대와 동부방면혼성단 제1기갑교도대와 합쳐져 기갑교도연대를 편성하였다.

## 부대
- 단 본부 및 본부관리중대
  - 대주정대전차대 - 96식 대전차유도탄
- 보통과교도연대 - 다키가하라 주둔지
- 기갑교도연대 - 고마카도 주둔지
- 특과교육대 - 후지 주둔지
  - 제1사격중대 - 155mm 유탄포 FH70
  - 제2사격중대 - 155mm 유탄포 FH70
  - 제3사격중대 - 99식 155mm 자주유탄포
  - 제4사격중대 - 203mm 자주유탄포
  - 제5사격중대 - MLRS
  - 제6사격중대 - 12식 지대함유도탄
  - 제303관측중대
- 교육지원시설대 - 다키가하라 주둔지
  - 제1,2,3시설소대
  - 교통소대
  - 도하기재소대
- 교육대 - 다키가하라 주둔지

## 계보
- 1961년 8월 17일, 富士教導隊 ふじきょうどうだい[*]
- 1965년 8월 3일, 富士教導団 ふじきょうどうだん[*]
  - 영어: JGSDF Fuji School(Combined Training)Brigade